# Marco Pinto
Marco Pinto (Barcelona, 11 de noviembre de 1987) es un exjugador español de rugby que se desempeñaba como talonador, formado en las categorías inferiores de la UE Santboiana. Fue internacional absoluto con la Selección Española, donde acumuló un total de 32 caps.